# William Goyen
Charles William Goyen (* 24. April 1915 in Trinity, Texas; † 30. August 1983 in Los Angeles) war ein US-amerikanischer Schriftsteller.

## Leben
William Goyen zog mit seiner Familie, als er acht Jahre alt war, nach Houston. Er besuchte dort das Rice-Institut und unterrichtete für ein Jahr als Master of Arts an der Universität von Houston Literaturwissenschaft. Während des Zweiten Weltkriegs diente er in der U.S. Navy als Marine-Offizier auf einem Flugzeugträger im Stillen Ozean. Sein Geburtsort Trinity ist Schauplatz seines ersten Romans House of Breath, der dann 1950 erschien und ihn in den Vereinigten Staaten berühmt machte. Nach Kriegsende ließ er sich in Taos, New Mexico nieder, wo Frieda Lawrence, die Witwe von D. H. Lawrence ihm Land geschenkt hatte. Dort entstand sein Erzählungsband Ghost and Flesh und ein Teil des Werks In a Farther Country, das er später in New York beendete. Weitere Erzählungen wurden durch Reisen nach Italien und England angeregt. Im Jahr 1983 starb er an Leukämie. Er war von 1963 bis zu seinem Tode mit der Schauspielerin Doris Roberts verheiratet.

## Werke
- The House of Breath (1950)
- Ghost and Flesh (1952)
- In a Farther Country (1955)
- The Fair Sister (1963)
- Come the Restorer (1974)
- Collected Stories (1975)
- Arcadio (1983)

## Werke in deutscher Sprache
Sein in Deutschland wohl bekanntestes Werk Haus aus Hauch wurde von Ernst Robert Curtius übersetzt und erschien zuerst im Arche Verlag im Jahr 1952. Sein weiteres Werk wurde vor allen von Elisabeth Schnack ins Deutsche übersetzt.
Der diebische Steppenwolf. 3 Erzählungen. Insel-Verlag, Frankfurt am Main 1963, DNB 451629760.
Erzählungen, Manesse-Verlag, Zürich 1974, ISBN 3-7175-1474-1 (Für eine Lederausgabe: ISBN 3-7175-1475-X)
Geist und Fleisch. Arche, Zürich 1955, DNB 57273056X.
Haus aus Hauch (= Bibliothek Suhrkamp. Band 68). Suhrkamp, Frankfurt am Main 1961, DNB 451629728.
Im fernsten Land. Eine Romanze, Arche, Zürich 1957
Mein Buch von Jesus, Flamberg Verlag, Zürich 1973, ISBN 3-7179-2141-X
Nester in einem Steinbild. Arche, Zürich 1984, ISBN 3-7160-5006-7.
Savata (= Bibliothek Suhrkamp. Band 132). Suhrkamp, Frankfurt am Main 1964, DNB 451629752.
Der weiße Hahn. Eine Erzählung. Arche, Zürich 1965, DNB 451629744 (Die Erzählung ist dem Buch „Geist und Fleisch“ entnommen.).
Zamour und andere Erzählungen (= Bibliothek Suhrkamp. Band 31). Suhrkamp, Berlin und Frankfurt am Main 1956, DNB 451629779.